# Ясир ад-Даусари
Я́сир ибн Ра́шид ад-Даусари́ (ад-Досари) (араб. ياسر بن راشد الدوسري‎; род. 21 ноября 1980, Эль-Хардж, Саудовская Аравия) — саудовский чтец Корана, имам и проповедник мекканской мечети аль-Харам с 12 октября 2019 года.

## Биография
Родился 21 ноября 1980 года в Эль-Хардж (Саудовская Аравия). Получил степень бакалавра на шариатском факультете Исламского университета имама Мухаммада ибн Сауда. В 2011 году в священный месяц рамадан Ясир ад-Дусари в числе четырёх выдающихся чтецов Корана был приглашён в Абу-Даби для проведения молитвы таравих в Большой мечети шейха Зайда. В 2015 году Ясир ад-Дусари вместе с другими известными имамами был приглашён в Дубай для проведения молитвы таравих в Большой мечети Рашидия. Называя имена приглашённых, издание Khaleej times пишет, что эти выдающиеся чтецы Корана известны как в ОАЭ, так и за его пределами. В 2015 году в месяце Рамадан был назначен имамом в Мечети аль-Харам для совершения молитвы таравих. В 2019 году Служитель Двух Святынь король Салман ибн Абдул-Азиз Аль Сауд одобрил его назначение официальным имамом в Мечети аль-Харам.